# منكجور الفرغاني
منكجور الفرغاني الأشروسني كان ضابطًا عسكريًا إيرانيًا في القرن التاسع في خدمة الخلافة العباسية. كان ابن عم القائد العباسي البارز خيضر بن كاوس الأفشيني، وبالتالي ينتمي إلى عائلة إشروسنة الحاكمة. رافق منكور الأفشيني في حملته ضد الخرمي بابك خرم الدين، ثم عيّنه فيما بعد حاكمًا لأذربيجان في عام 837. لكن في عام 839، بعد أن رفض منكور إعطاء الخليفة المعتصم بعضًا من غنائم بابك، ثار ضده. فرد عليه المعتصم بإرسال بغا الكبير، الذي تمكن من قمع ثورته وسجنه في سامراء. وقد أثارت قضية منكجور الشكوك حول ولاء الأفشيني، الذي اتُهم بتشجيع الثورة، وساهم في سقوط القائد نفسه في العام التالي.

## الاسم والخلفية
تُذكر نسبة منكجور بصيغتين من المصادر هما الأسروسني أو الفرغاني، مما يشير على التوالي إلى أصله من مقاطعات آسيا الوسطى الأشروسنة أو فرغانة. يعتقد المؤرخ كليفورد إدموند بوسورث أن العنصر الأول في اسم منكجور ربما كان تحريفًا للكلمة التركية "مينغ/بينج" (تعني 1000) أو "منغو" تعني (أبدي) وأن منكجور ربما كان جنديًا تركيًا عبدًا اُستُورد إلى فرغانة قبل دخوله خدمة الخلافة.
وفقًا لفلاديمير مينورسكي، تم تسمية مخاضة منجشور (التي أصبحت الآن خزان مينجاتشيفير [الإنجليزية] في أذربيجان) لنهر كورا على اسم منكجور، الذي ربما كان نشطًا في المنطقة أثناء فترة وجوده في أدهاربايجان.

## الحياة المهنية

خريطة أذربيجان في القرن التاسع.

كان منكجور أحد أقارب الحاكم الأشروسي الأفشيني، أحد الشخصيات العسكرية الرائدة في عهد المعتصم (حكم 833-842)؛ ووفقًا لليعقوبي، كان عم أحد أبناء الأفشيني. خلال حملة الأفشيني ضد المتمرد الخرمي بابك خرم الدين في أذربيجان (835-837)، أرسل الجنرال منكور لمحاربة ثورة منفصلة في وارثان. في عام 837 م، بعد الانتصار على بابك، عُين منكجور من الأفشيني ليكون حاكمًا مقيمًا له في أذربيجان، بينما غادر الأفشيني نفسه المقاطعة وعاد إلى سامراء.
وبحسب الطبري، كان يُعتقد أن منكجور تصرف بطريقة فاسدة أثناء فترة حكمه، حيث استولى على مبلغ كبير من المال أخفاه باباك بدلًا من إرساله إلى الخليفة. وسرعان ما كشف مدير مكتب بريد أذربيجان عن أنشطته المزعومة، فكتب إلى المعتصم وأبلغه بالأموال. فكتب منكجور على الفور إلى الخليفة ردًّا على هذا الاتهام، واصفًا مدير مكتب البريد بالكذب، وتصاعد الخلاف بينه وبين مدير مكتب البريد بسرعة. قرر منكجور في النهاية قتل مدير مكتب البريد، لكن الأخير لجأ إلى أردبيل، مما دفع منكجور إلى مهاجمة المدينة انتقامًا.
ووصلت أخبار هذه الأحداث إلى المعتصم، فرد عليه بأمر الأفشيني بإرسال من يعزل منكجور. فأرسل الأفشيني أبا الساج داود إلى الولاية، ولكن بدأت المزاعم تتداول بأن الأفشيني كان في الواقع يدعم منكجور سرًّا، وقرر المعتصم إرسال بغا الكبير لمحاربة منكجور بدلًا من ذلك. خرج منكجور الآن علانية للتمرد، لكنه سرعان ما هزم في الميدان وأُجبر على التراجع. ثم أعاد بناء حصن جبلي هدمه بابك، وتحصن فيه، معتمدًا على عدم إمكانية الوصول إلى الجبل للدفاع عنه. ورغم ذلك، انتهت ثورته بعد أقل من شهر؛ وتشير الروايات المختلفة إلى أنه إما تعرض للخيانة من رجاله وتم تسليمه إلى جيش الخليفة، أو أنه تلقى ضمانًا بالسلامة من بغا. على أية حال، أعاده بغا إلى سامراء، حيث أمر المعتصم بإلقائه في السجن.
لقد ثبت أن تمرد مانكجور قد أضرّت بسمعة الأفشيني، الذي كان يُشتبه في أنه كان يتواصل سرًّا مع منكجور ويشجعه على الثورة. أدى هذا الاعتقاد، إلى جانب اتهامات أخرى بالخيانة ضد الخليفة، في نهاية المطاف إلى اعتقال الأفشيني في عام 840 م بتهمة التآمر ضد الدولة، مما أدى إلى سجنه ووفاته في العام التالي.

## ملحوظات
1. ↑  Bosworth 1991، صفحة 175; Al-Ya'qubi 1883، صفحة 583
2. ↑  Bosworth 1991، p. 175 n. 496. Gordon 2001، p. 208 n. 36, doubted that Mankjur's social status could be extrapolated from his name, as Turks were not only slave soldiers, but also likely members of the notable families in the eastern provinces.
3. ↑  Minorsky 1953، صفحة 111.
4. ↑  Bosworth 1991، صفحة 175, who only notes that Mankjur was a kinsman of al-Afshin, without specifying the exact nature of the relationship; Al-Ya'qubi 1883، صفحات 579–80
5. ↑  Bosworth 1991، صفحات 175-76.
6. ↑  Bosworth 1991، صفحات 176, 178, who does not name the general that defeated Mankjur, but names Bugha as the one that transported him to Samarra; Al-Ya'qubi 1883، صفحات 583–84; Madelung 1988، صفحة 718; Mottahedeh 1975، صفحة 76
7. ↑  Bosworth 1991، صفحات 180 ff., esp. 182 & 197; Al-Ya'qubi 1883، صفحات 583–84; Gordon 2001، صفحة 78